# Kljaić Brdo
Kljaić Brdo – wieś w Chorwacji, w żupanii karlowackiej, w mieście Karlovac. W 2011 roku liczyła 18 mieszkańców.